# 陆奥柳田站
陆奥柳田站（日语：／ Mutsu-Yanagita eki */?）位于青森县西津轻郡深浦町大字柳田字宫崎，是东日本旅客铁道（JR東日本）管辖的五能线上的鐵路車站。

## 历史
- 1953年6月1日 - 作为国铁投入运营[1]。
- 1987年4月1日 - 国铁分割民营化后成为JR东日本车站。

## 車站結構
側式月台1面1線的地面車站。站台高于地面，与地面由台阶连接。
五所川原站管理的无人车站。

## 相鄰車站
東日本旅客鐵道
■五能線
□快速
通過　
■普通
北金澤－陸奧柳田－陸奧赤石